# Analogie (Humanwissenschaften)

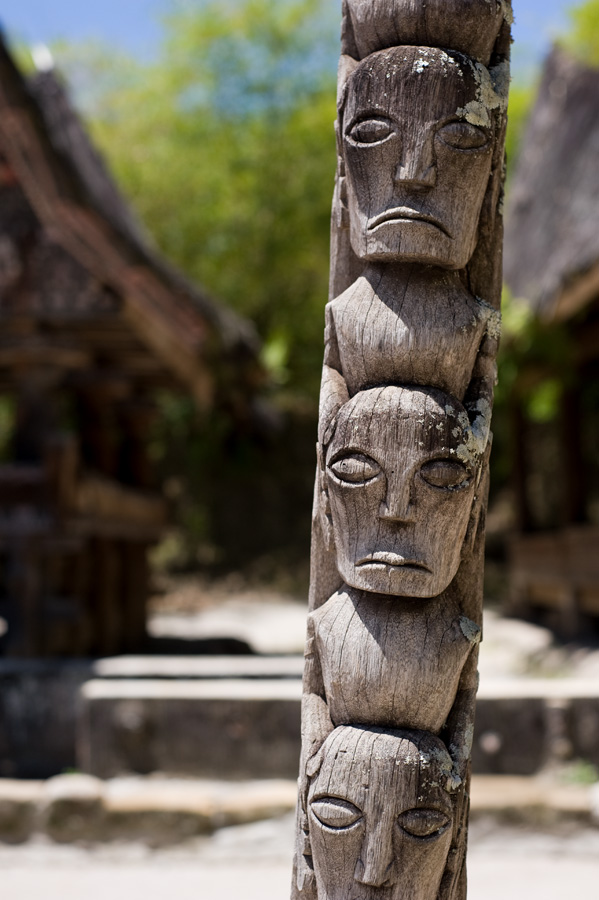
Totempfahl der Batak auf Sumatra, Indonesien

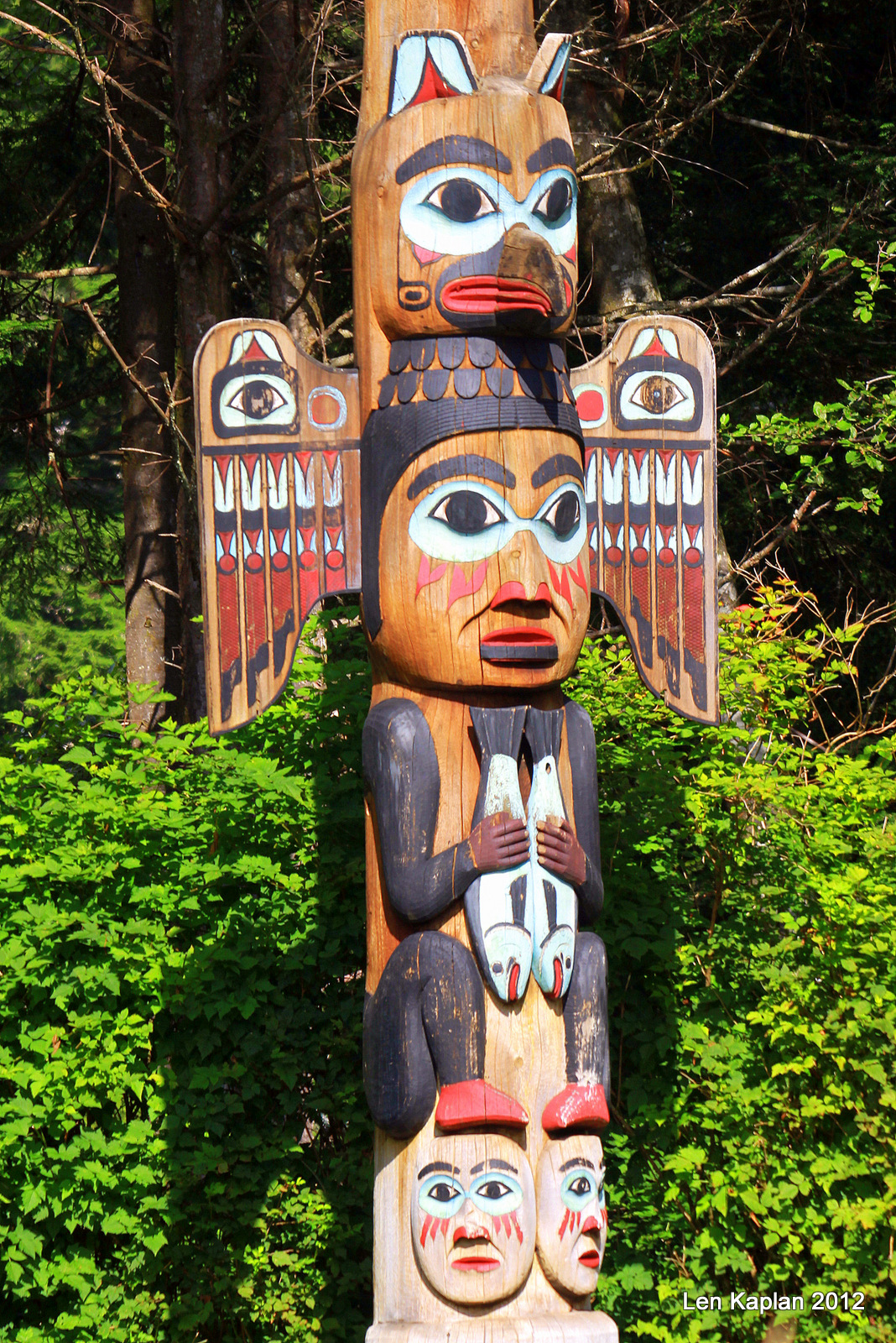
Totempfahl der Nordwestküstenkultur Süd-Alaskas

Eine Analogie (griechisch ἀναλογία, analogia „Proportionalität, Entsprechung, Verhältnismäßigkeit“) bezeichnet grundsätzlich übereinstimmende Merkmale verschiedener vergleichbarer, jedoch nicht verwandter Phänomene, deren Entstehung auf ähnliche Anpassungsprozesse bei gleichartigen Umweltbedingungen zurückgeführt werden kann.
Abgeleitet ist sie aus dem Analogiebegriff der Biologie, der in dieser abgewandelten Form bisweilen auch in verschiedenen Humanwissenschaften (Geschichts-, Sozial-, Kulturwissenschaften, Ethnologie, Archäologie) verwendet wird, um den Unterschied zu homologen Entwicklungen deutlich zu machen.
Analoge Merkmale verschiedener menschlicher Kulturen sind beispielsweise:
- die Entstehung des Bodenbaus
- die Erfindung von Schriftsystemen
- Totemismus (mythisch-verwandtschaftliche Verbindung zu bestimmten Naturerscheinungen)

Alle diese Dinge sind in der menschlichen Entwicklung mehrfach in voneinander isolierten Regionen, unabhängig voneinander entstanden.
Im Gegensatz zur Biologie ist die Unterscheidung von Analogien und Homologien in den Humanwissenschaften wesentlich schwieriger, da der kulturelle Wandel viel schneller abläuft als die natürliche Evolution und sich nicht in Genen manifestiert, sondern in sehr unterschiedlichen „Ausdrucksweisen“, deren Authentizität häufig unklar ist. Ein eklatantes Beispiel dafür liefern die unterschiedlichen Ansätze zum Schamanismus: Während die Anhänger des esoterischen Core-Schamanismus nach Michael Harner darin eine weltumspannende, menschliche Universalie sehen – also eine homologe Entstehung annehmen –, sieht der Ethnologe Klaus E. Müller den Schamanismus als eine Art „magische Wissenschaft“, die sich außerhalb von Asien analog entwickelt hat.